# リュウキュウトロロアオイ
リュウキュウトロロアオイ（学名：Abelmoschus moschatus）はアオイ科トロロアオイ属の一年生草本。Hibiscus abelmoschusはシノニム。

## 特徴
茎は直立して1–1.5 mに達し、全体に粗毛がある。葉は互生し、長い葉柄を持つ。葉は長さ6–15 cmほどで様々な形状に分裂し、裂片は3–5裂で幅広く、先は鋭頭、縁は鋸歯がある。花は鮮やかな黄色で径10 cmほど、内部の基部付近は紫色を帯びる。果実は長さ8 cm未満の長楕円状卵円形で、表面に粗毛がある。柄は長さ1.5 cm以上。種子は黒褐色でムスクに似た独特の香りがあるとされる。

## 分布と生育環境
トカラ列島以南の南西諸島、熱帯アジア。低地の道路脇や藪に生育する。

## 利用
東南アジアでは食用、薬用、香料や繊維採取などに利用されている。

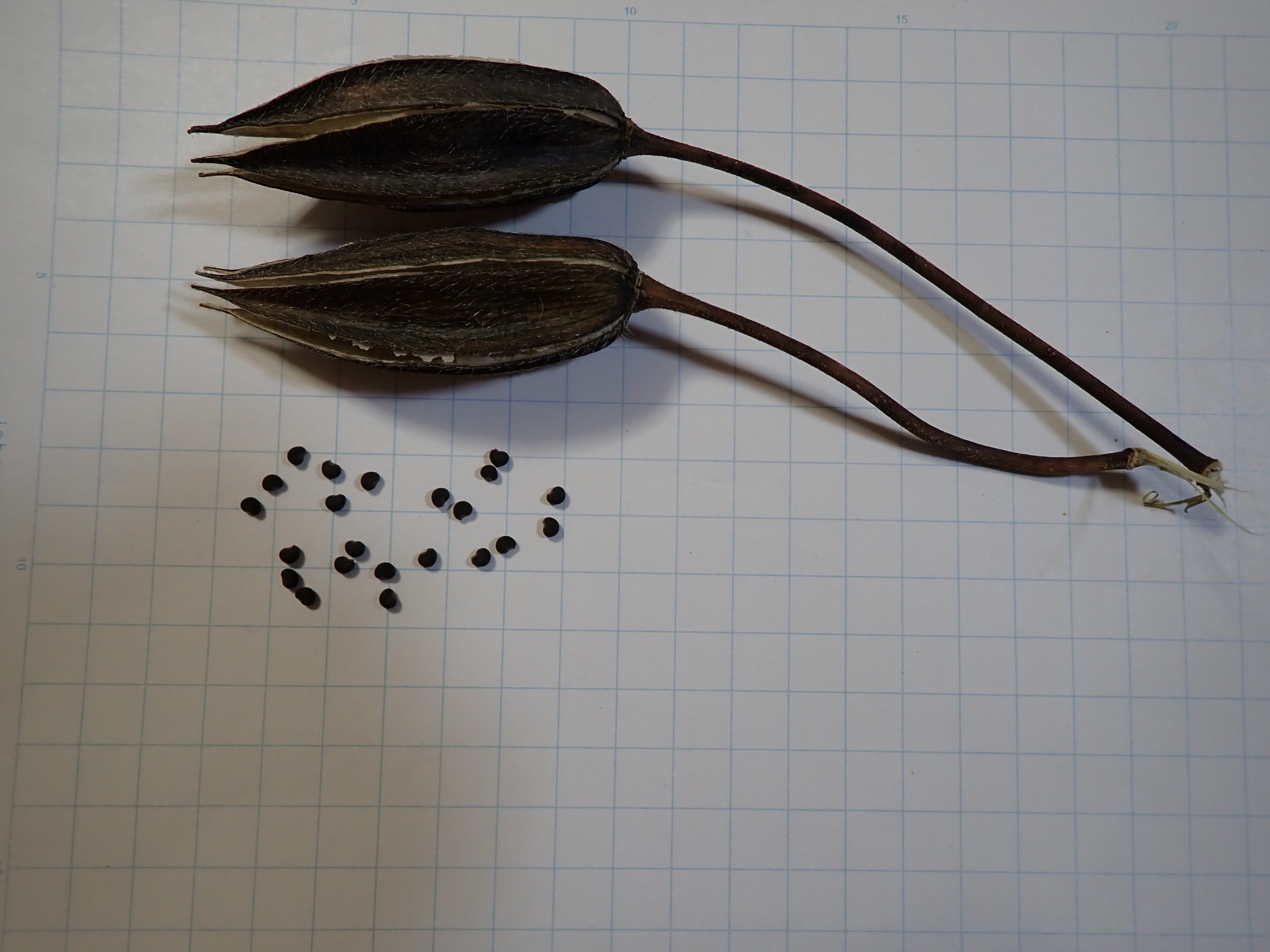
長い柄を有するリュウキュウトロロアオイの果実と種子（方眼紙は1 cm角）